# Ballon d'eau fraîche
Le Ballon d'eau fraîche est un trophée inventé en 2010 par le site web des Cahiers du football. Il récompense chaque fin d'année un joueur de Ligue 1, français ou étranger. Ce trophée n'est pas reconnu par les instances du football français et n'a rien d'officiel dans le palmarès d'un joueur.

## Un trophée symbolique
Complément du Ballon de plomb dans la critique du Ballon d'or par le site web des Cahiers du football, ce Ballon d'eau fraîche fait l'objet d'un vote des lecteurs du magazine. Les critères d'élections sont les suivants :
- la fidélité à son club,
- la lucidité sur son niveau et son environnement,
- le sens du collectif,
- le fair-play.

Ce trophée peut donc être considéré comme un pendant positif au Ballon de plomb car le joueur récompensé sera le symbole des valeurs défendues par le site web.
Le critère pour pouvoir être sélectionné est d'avoir joué au moins 6 mois durant l'année précédente dans le championnat de France.
En 2012, il y a plus de votant pour le Ballon d'eau fraîche que pour le Ballon de plomb.
De 2010 à 2012, chaque votant établit son top 3 : le premier choix est égal à 3 points, le deuxième à 2 points et le troisième à 1 point.
En 2013, chaque votant ne vote que pour une seule personne.

## Palmarès

### 2010

#### Sélectionnés
- Jérémie Bréchet
- Brandao
- David Ducourtioux
- Steeve Elana
- Cédric Hengbart
- Jérémie Janot
- Arnaud Le Lan
- Jérôme Leroy
- Jean-Pascal Mignot
- Julien Sablé
- Nicolas Seube[1]

#### Top 3
1. Jérémie Janot, AS Saint-Étienne (32,12 %)[2]
2. Julien Sablé, OGC Nice (9,53 %)
3. Jérôme Leroy, Stade rennais (8,04 %).

### 2011

#### Sélectionnés
- David Bellion
- Benoît Cheyrou
- Édouard Cissé
- Omar Daf
- David Ducourtioux
- Bafétimbi Gomis
- Cédric Hengbart
- Arnaud Le Lan
- Rio Mavuba
- Nicolas Seube[3]

#### Top 3
1. David Ducourtioux, Valenciennes FC (17,7 %)[4]
2. Nicolas Seube, SM Caen (15,9 %)
3. Rio Mavuba, LOSC Lille Métropole (11,9 %).

### 2012

#### Sélectionnés
- Elinton Andrade
- Édouard Cissé
- Benoît Costil
- Omar Daf
- Romain Danzé
- Bafétimbi Gomis
- Arnaud Le Lan
- Rio Mavuba
- Nicolas Nkoulou
- Ludovic Obraniak[5]

#### Top 3
1. Arnaud Le Lan, FC Lorient (16,4 %)[6]
2. Romain Danzé, Stade rennais (15,3 %)
3. Rio Mavuba, LOSC Lille Métropole (12,4 %).

### 2013

#### Sélectionnés
- Zoumana Camara
- Omar Daf
- Romain Danzé
- Vincent Enyeama
- Bafétimbi Gomis
- Cédric Hengbart
- Lionel Mathis
- Loïc Perrin
- José Saez
- Jérémy Sorbon[7]

#### Top 3
1. Loïc Perrin, AS Saint-Étienne (31,6 %)[8]
2. Romain Danzé, Stade rennais (14,6 %)
3. Lionel Mathis, En Avant de Guingamp (14,4 %).

### 2014

#### Sélectionnés
- Franck Béria
- Souleymane Camara
- Jonathan Brison
- Cheick Diabaté
- Zoumana Camara
- Romain Danzé
- Nicolas Seube
- Pantxi Sirieix
- Jérémy Morel
- Claudio Beauvue[9]

#### Top 3
1. Romain Danzé, Stade rennais FC (29,5 %)[10]
2. Nicolas Seube, Stade Malherbe de Caen (23,4 %)
3. Jérémy Morel, Olympique de Marseille (11,1 %).

### 2015

#### Top 3
1. Nicolas Seube
2. Steve Mandanda
3. Pantxi Sirieix

### 2016

#### Top 3
1. Pantxi Sirieix[11]
2. Franck Béria
3. Cheick Diabaté